# اورلین هریسون
اورلین هریسون (انگلیسی: Aurélien Hérisson؛ زادهٔ ۱۷ فوریهٔ ۱۹۹۰) بازیکن فوتبال اهل برزیل است.